# Hermosos y malditos
Hermosos y malditos (The beautiful and Damned en inglés), también conocido como Los malditos y los bellos (1970), es la segunda novela escrita por F. Scott Fitzgerald y publicada en 1922. 

## Argumento
Anthony Junior pretende no hacer nada para vivir más que esperar la muerte de su multimillonario abuelo, Adam Patch (un viejo filántropo conservador, seguidor de la moral tradicional); encuentra a su mujer Gloria (una chica muy hermosa, caprichosa, egoísta, sentimental y sin escrúpulos) gracias a un amigo escritor, Dick, primo de Gloria. Se casan y después derrochan su dinero en gastos banales, especialmente en organizar fiestas. Los dos esposos y sus amigos son aristócratas americanos que viven de las rentas familiares. En una ocasión, Anthony y Gloria hacen una fiesta de varios días cuando por sorpresa los visita el abuelo de Anthony. A partir de ese momento, empieza la catástrofe. Anthony no recibe más dinero de su abuelo y excede en gastos los rendimientos de sus bonos, por lo que los va vendiendo y obteniendo menos rentas. El abuelo muere y no le deja herencia alguna, por lo que Anthony contrata a un abogado e inicia un eterno juicio para recuperar la fortuna de su abuelo que le fue negada. Los dos esposos tienen problemas de alcoholismo y van decayendo poco a poco en su situación social, marital y personal. Después, Antony es llamado para cumplir su servicio ante la milicia con motivo de la Primera Guerra Mundial. Conoce a una mujer con la que le es infiel a Gloria, Dot. La deja al terminar el servicio y vuelve con Gloria a Nueva York. Sus problemas de dinero y alcoholismo son exagerados. En semejante deterioro, pierden a sus amistades y pierden la fe en ellos mismos. Anthony hace intentos por escribir y publicar pero no es aceptado. En realidad, es un bueno para nada que se frustra por no poder conseguir dinero y por ansias bebe todo el tiempo, sin darse cuenta de que ese es el principal problema de su perdición y escasez de dinero. Se ve menospreciado hasta tal punto que recibe una merecida golpiza en la calle por parte de un ex pretendiente de Gloria.  Un día, se le aparece Dot y pierde la cordura justo el día en que gana el juicio y se vuelve millonario de nuevo. Demasiado tarde para Anthony, pues ya sufre demencia.

## Ediciones
- Primera edición en español: F. Scott Fitzgerald (1970). Los malditos y los bellos (María Angélica Grau, trad.). Santiago de Chile: Zig-Zag. p. 355. OCLC 34188884.

- Primera edición en España: F. Scott Fitzgerald (1981). Hermosos y malditos (José Luis López Munõz, trad.). CLUB Bruguera, v. 73. Barcelona: Bruguera. p. 446. ISBN 9788402079206. OCLC 10093606.